# Exhacienda el Refugio
Exhacienda el Refugio es una localidad del estado mexicano de Michoacán. Es parte del municipio de Zamora.

## Demografía
| Censo | Población |
| ----- | --------- |
| 2000  | 53        |
| 2010  | 2620      |
| 2020  | 2361      |